# يزن الحاج
يزن الحاج كاتب ومترجم سوري، من مواليد عام 1985. ترجم مجموعة من المؤلفات في الأدب والفلسفة من اللغة الإنجليزية، وصدرت له مجموعة قصصية في عام 2011 بعنوان (شبابيك). وهو يكتب في جريدة الأخبار اللبنانية.

## التعليم
- إجازة في اللغة الإنجليزية 2007.

## الإصدارات
- (شبابيك) مجموعة قصصية صدرت عام 2011.
- (الفلسفة في الحاضر) تأليف: ألان باديو، وسلافوي جيجيك [ترجمة] صدر عام 2013.[4]
- (السينما التعبيرية الألمانية) تأليف: إيان روبرتس [ترجمة] صدر عام 2013.
- (عودة) تأليف: ألبرتو مانغويل [ترجمة]. رواية صدرت عام 2015.[5]
- (العقد الاجتماعي) تأليف: جان جاك روسو [ترجمة بالاشتراك]. صدر عام 2015.
- (الحرية: خمس مقالات في الحرية) تأليف إيزايا برلين [ترجمة] صدر عام 2015.[6]
- (سمكري خيّاط جندي جاسوس) تأليف: جون لو كاريه [ترجمة] رواية صدرت 2015.
- (مدينة الكلمات) تأليف: ألبرتو مانغويل [ترجمة. صدرت عام 2016.[7]
- (كيف يمكن لپروست أن يغير حياتك) تأليف: آلان دو بوتون [ترجمة]. صدر عام 2016.[8]
- (عزاءات الفلسفة: كيف تساعدنا الفلسفة في الحياة) تأليف: آلان دو بوتون [ترجمة]. صدر عام 2016.[9]
- (ضوضاء بيضاء) تأليف: دون ديليلو [ترجمة]. صدر عام 2016.
- (اقتفاء خطى المادية التاريخية) تأليف: پيري أندرسن [ترجمة] صدر عام 2018.
- (ماركس 2020: بعد الأزمة) تأليف: رونالدو منك [ترجمة] صدر عام 2018.
- (درس المعلم) تأليف: هنري جيمس [ترجمة] رواية صدرت عام 2019.[10]
- (عدوي الحميم) تأليف: ويلّا كاذر [ترجمة] رواية صدرت عام 2019.[11]